# Setaria texana
Setaria texana là một loài thực vật có hoa trong họ Hòa thảo. Loài này được Emery miêu tả khoa học đầu tiên năm 1957.